# 哈恩氏大吻電鰻
哈恩氏大吻電鰻，為輻鰭魚綱電鰻目大吻電鰻科的其中一種，為溫帶淡水魚，分布於南美洲阿根廷巴拉那河流域，體長可達26.7公分，棲息在底中層水域，生活習性不明。

## 扩展阅读
維基物種上的相關：哈恩氏大吻電鰻